# 시노노이시
시노노이시(篠ノ井市)는 나가노현의 구 사라시나군 북동부에 있던 시이다. 현재의 나가노시에 해당한다.
사라시나군 후세촌→시노노이정 시대부터 현 북부 교통의 요충지이며, 국철(→JR 동일본)의 시노노이선과 신에쓰 본선(→시노노이 이남 시나노 철도로 전환)이 분기해 도쿄 방면과 나고야·오사카 방면으로 향하는데 있어서 중요한 지점이었지만, 1997년의 호쿠리쿠 신칸센 선행 개업에 있어서, 시노노이 역 지근을 통과하지만 역은 설치되지 않았다.
1959년에 설치되었지만 1966년 10월 16일 구 나가노시,  마쓰시로정, 가와나카지마정, 고호쿠촌, 신코촌, 와카호정, 나니아이촌과 신설합병해 나가노시가 되었기 때문에 불과 7년만에 소멸하였다.

## 역사
- 1959년 5월 1일 - 시노노이정, 시오지리촌이 합병해 성립하였다. (나가노현에서 16번째의 시이다)
- 1966년 10월 16일 - 구 나가노시,  마쓰시로정, 가와나카지마정, 고호쿠촌, 신코촌, 와카호정, 나니아이촌과 합병해 새로운 나가노시가 성립하여, 동일 시노노이시는 폐지되었다.